# Oliganthes bathiaei
Oliganthes bathiaei là một loài thực vật có hoa trong họ Cúc. Loài này được (Humbert) Humbert mô tả khoa học đầu tiên năm 1960.